# Gülbahar-Hatun-Moschee

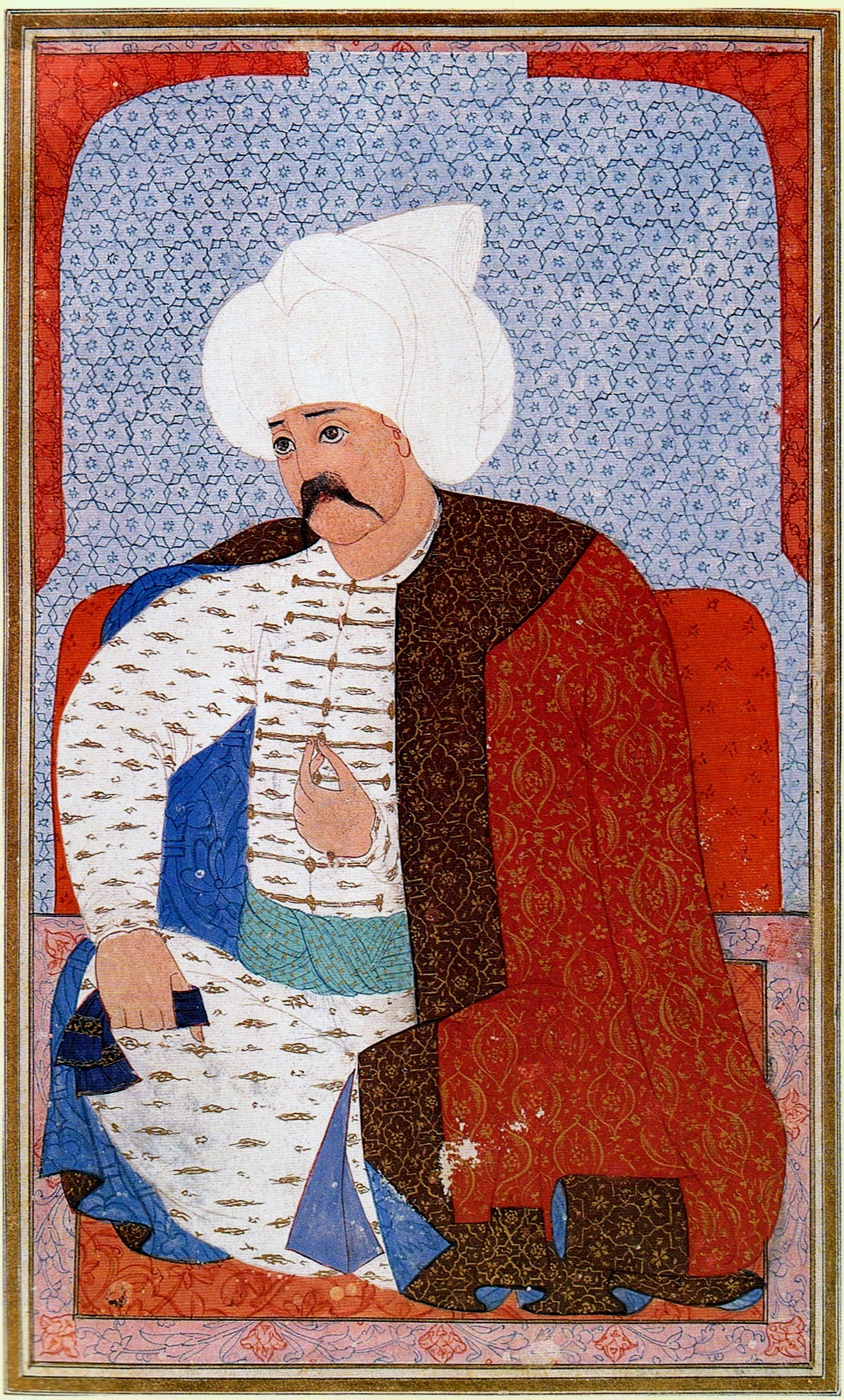
Sultan Selim I., Erbauer der Gülbahar-Hatun-Moschee

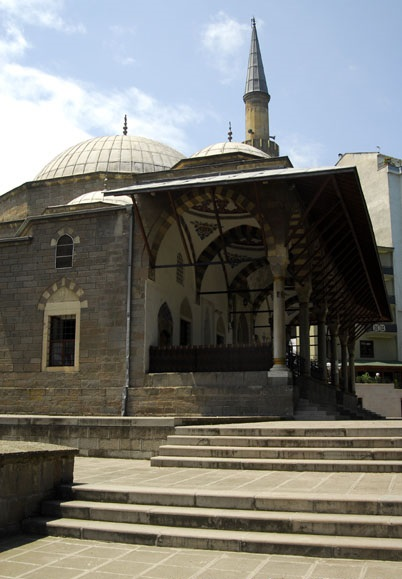
Außenansicht der Gülbahar-Hatun-Moschee

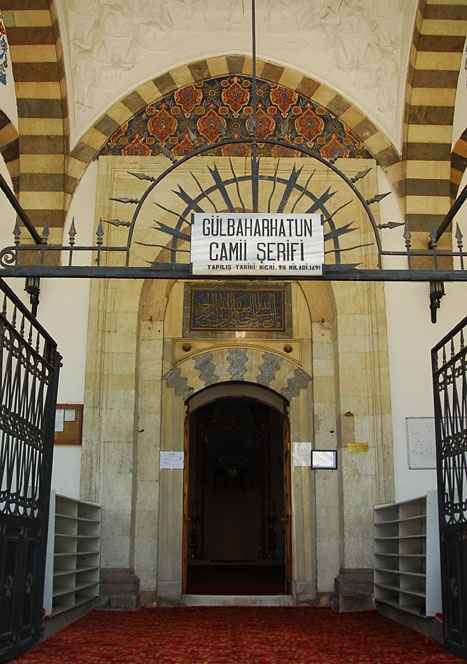
Das Eingangstor zur Moschee

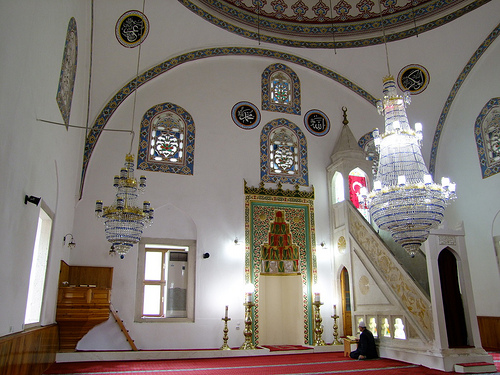
Blick in den Gebetsraum mit Mihrab und Kanzel (rechts)

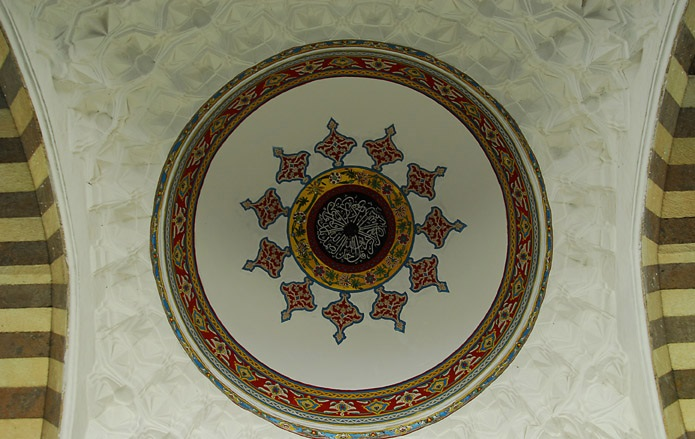
Blick in die große Kuppel über dem Gebetsraum

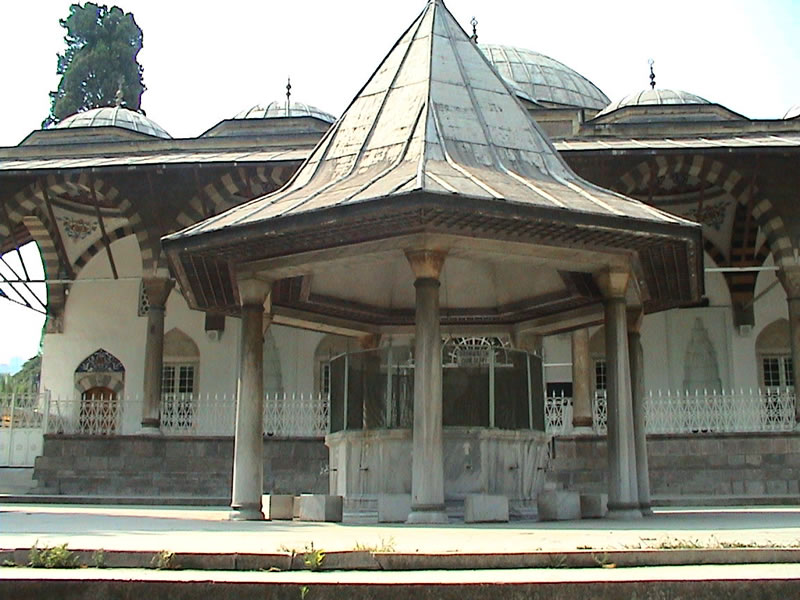
Der Brunnen vor der Moschee

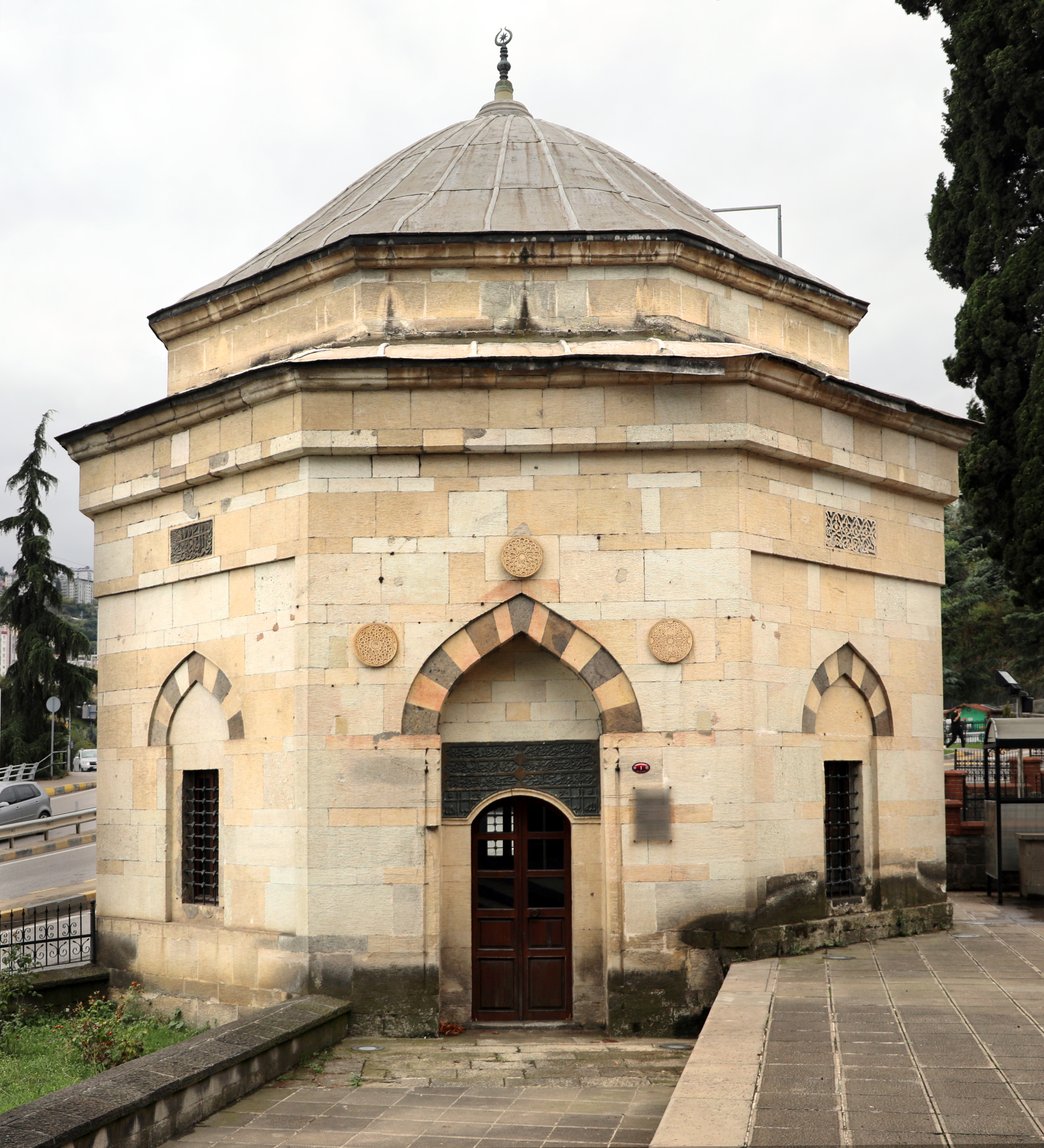
Gülbahar-Hatun-Türbe – Das Grabmal von Gülbahar Hatun

Die Gülbahar-Hatun-Moschee (auch Büyük-Imaret-Moschee oder Hatuniye-Moschee; türkisch Gülbahar-Hatun-Camii) ist eine Moschee in Trabzon, die der osmanische Sultan Selim I. (reg. 1512–1520) im Auftrag seiner Mutter Gülbahar Hatun in Trabzon erbauen ließ. Obwohl es keine Inschrift mit dem Entstehungsdatum der Moschee selbst gibt, geht man gemäß der Grabinschrift im Mausoleum von Gülbahar Hatun davon aus, dass die Moschee gegen das Jahr 911 islamischer Zeitrechnung (d. h. 1505–1506) begonnen und der Bau im Jahr 1514 vollendet wurde. Sie ist die älteste Moschee in Trabzon.

## Lage – Geschichte
Die Gülbahar-Hatun-Moschee steht im südlichen Teil des Ataparks westlich der Zitadelle nahe dem Yavuz-Selim-Boulevard in dem nach dem Park benannten Stadtviertel in Trabzon. Der im Laufe des 16. Jahrhunderts durch eine religiöse Stiftung der Gülbahar Hatun entstandene Gebäudekomplex mit der Moschee als Zentrum existierte bis ins beginnende 20. Jahrhundert. Zu diesem Komplex gehörten eine Külliye (Sitz der religiösen Stiftung), eine Madrasa (türkisch „Medrese“, deutsch Medresse, religiöse Schule), das Imaret (Suppenküche für die Armen), das Mektep (allgemein bildende Schule), das Darül-Kurra (türkisch Darülkurra), der Brunnen vor der Moschee und ein Mausoleum für Gülbahar Hatun. Auch Badeanlagen gehörten dazu. Finanziert wurde der Bau all dieser Gebäude aus den Besitztümern der Gülbahar Hatun, zu denen auch der Gedeckte Bazar der Stadt Trabzon gehörte. Heute existiert außer der Moschee mit ihrem Minarett, dem Mausoleum im Osten der Moschee und dem Brunnen kein weiteres Gebäude mehr.

## Architektur
Die Vorhalle der Moschee überwölben fünf Kuppeln. Die Kuppeln werden von sechs Marmorsäulen mit Pendentifs getragen, deren Kuppelsteine abwechselnd rot und weiß gehalten sind. Die Säulen und Pendentifs wurden Anfang des 20. Jahrhunderts erneuert. An diese Eingangsvorhalle wurde ein weit ausladendes Dach angebaut. Die Kapitelle der Marmorsäulen sind mit stilisierten Rautenmotiven verziert. Der Übergang zur Mittelkuppel über dem Hauptraum, der mit dem Portal mit Muqarnas zusammenfällt, wurde ebenfalls mit Muqarnas versehen. Auf jeder Seite der Tür gibt es eine in der Form an ein Mihrāb erinnernde Nische und zwei Fenster. Von dieser Vorderseite aus gelangt man durch die rechte Eingangstür vor dem Hauptraum zu einer Treppe, die gleich rechts zur Galerie in die obere Etage über dem Eingang und zum Betraum für die Frauen, auch Harem genannt, führt. Das Portal öffnet sich zum Hauptraum und die beiden anderen Türen an den Ecken öffnen sich zu den beiden Seitenräumen, Zaviyas genannt. Vor allen drei Türen gibt es Eingänge, und der Boden des Narthex, der durch den mittleren Zugang geteilt wird, bildet eine Bank.
Der Grundriss der Moschee bildet ein umgekehrtes T, wie es bei früh-osmanischen Bauten üblich ist, so dass der Hauptraum von zwei Nebenräumen flankiert wird. Der Hauptraum ist mit seinen Abmessungen von 12 × 12 m von einer Kuppel bedeckt, die von außen auf einer zwölfeckigen Trommel ruht. An der Trommel der Kuppel befinden sich vier Fenster, wovon zwei von vorne und je eines von den Seiten Licht in den darunter liegenden Innenraum werfen. Die beiden großen Nebenräume links und rechts des Hauptraums, Zaviyas, mit dem Maß von 4,50 × 5,45 m sind ebenfalls mit je einer Kuppel bedeckt und werden jeweils durch ein seitliches Fenster beleuchtet. Der Mihrāb der Moschee ist aus Marmor, mit Rumi verziert und von einer stalaktitischen Überwölbung gekrönt. Die Kanzel mit kleinen Friesen besteht ebenfalls aus Marmor und ist schlicht. Das Minarett, dessen achteckiger Umlauf an die Westwand der Moschee grenzt, wurde aus wechselnden Reihen weißer und roter Steine gebaut und sein Balkon wurde ebenfalls mit Muqarnas geschmückt. Bei den Restaurierungsarbeiten in den 1970er Jahren wurden alle Dekorationen der Moschee einschließlich der Kuppeln des Narthex erneuert und auch die Ränder des Mihrab neu bemalt.
Das wichtigste Bauwerk des Komplexes war neben der Moschee die Madrasa, Sultaniye-Madrasa genannt. Die heute nicht mehr erhaltene Madrasa, die sich im Norden der Moschee befand und zwei Stockwerke hatte, wurde zwar 1883 renoviert, aber nach 1927 abgerissen, da ihr Bauzustand inzwischen vernachlässigt worden war.
Die Türbe östlich der Moschee hat die Form eines achteckigen Prismas und wird von einer mit Blei bedeckten, leicht spitzen Kuppel gekrönt. Eine achteckige Trommel sitzt über einem kurzen Abschnitt des Daches, über dem sich die Bleiverkleidung der Kuppel fortsetzt. Die Breite dieser unteren Stufe des Daches wird durch den Außenvorsprung der unmittelbar darunter liegenden Steinschicht leicht vergrößert. Diese Neigung des Daches diente zum einen dazu, optisch die Masse des die Kuppel umgebenden Mauerwerks zu verringern, und zum anderen dazu, die Linien, die die Wandflächen und das Profil der Türbe definieren, in der „Übergangszone“ interessanter zu gestalten. Im Inneren wird die Kuppel durch geschwungene Abschnitte an die Wände herangeführt. An drei Fassaden gibt es Fenster, nur an der Nordseite nicht. Die Tür und alle Fenster werden durch einen Spitzbogen aus schwarz-weißen Steinquadern über einer Blendnische betont. Die Fensterbögen sind zudem mit Reliefmedaillons geschmückt, die mit farbigen Steinen verziert sind, auf denen sich Ornamente befinden. Die Tür öffnet sich nach Südosten (in Richtung Mekka). Darüber befindet sich eine Bauinschrift, und in den sie einrahmenden Rumi gibt es zwei Basmalas.

## Inschrift
Die Inschrift am Eingangstor besagt, dass die Moschee im Jahr 1885 renoviert wurde. Auch die gut erhaltenen Dekorationen im Inneren stammen vermutlich aus diesem Jahr.